# Siccia taprobanoides
Siccia taprobanoides là một loài bướm đêm thuộc phân họ Arctiinae, họ Erebidae.